# Ștefan Blănaru
Ștefan Blănaru (n. 20 februarie 1989, Moldova Nouă, Caraș-Severin, România) este un fotbalist român, care joacă pe post de atacant la Unirea Alba Iulia în Liga a III-a.